# Автомобиль внутренней безопасности
Автомобиль внутренней безопасности, также известный как бронированный автомобиль безопасности — бронетранспортёр/бронеавтомобиль, используемый для поддержки боевых операций в чрезвычайных ситуациях.

## Дизайн
Машины службы безопасности обычно вооружены крупнокалиберным пулемётом с башней и дополнительным станковым пулемётом . Транспортное средство спроектировано таким образом, чтобы минимизировать мёртвое пространство для огневой мощи, а оружие транспортного средства может быть наклонено максимум на 12°. Менее смертоносные водометы и пушки со слезоточивым газом могут обеспечить подавляющий огонь вместо ненужного смертоносного огня.
Автомобиль должен быть защищён от оружия, характерного для массовых беспорядков. Защита от зажигательных устройств достигается за счёт закрытия воздухозаборных и выпускных отверстий, а также надёжного запорного механизма на отверстии для подачи топлива. Башня и дверные замки предотвращают доступ участников беспорядков в салон автомобиля. Блоки обзора, баллистические стёкла и оконные ставни, а также внешние камеры наблюдения позволяют вести наблюдение изнутри автомобиля.
Колесные конфигурации 4×4 и 6×6 типичны для автомобилей безопасности. Гусеничные машины безопасности часто бывают громоздкими и оставляют негативный политический подтекст, поскольку их воспринимают как диктатурскую и захватническую силу.

## Галерея

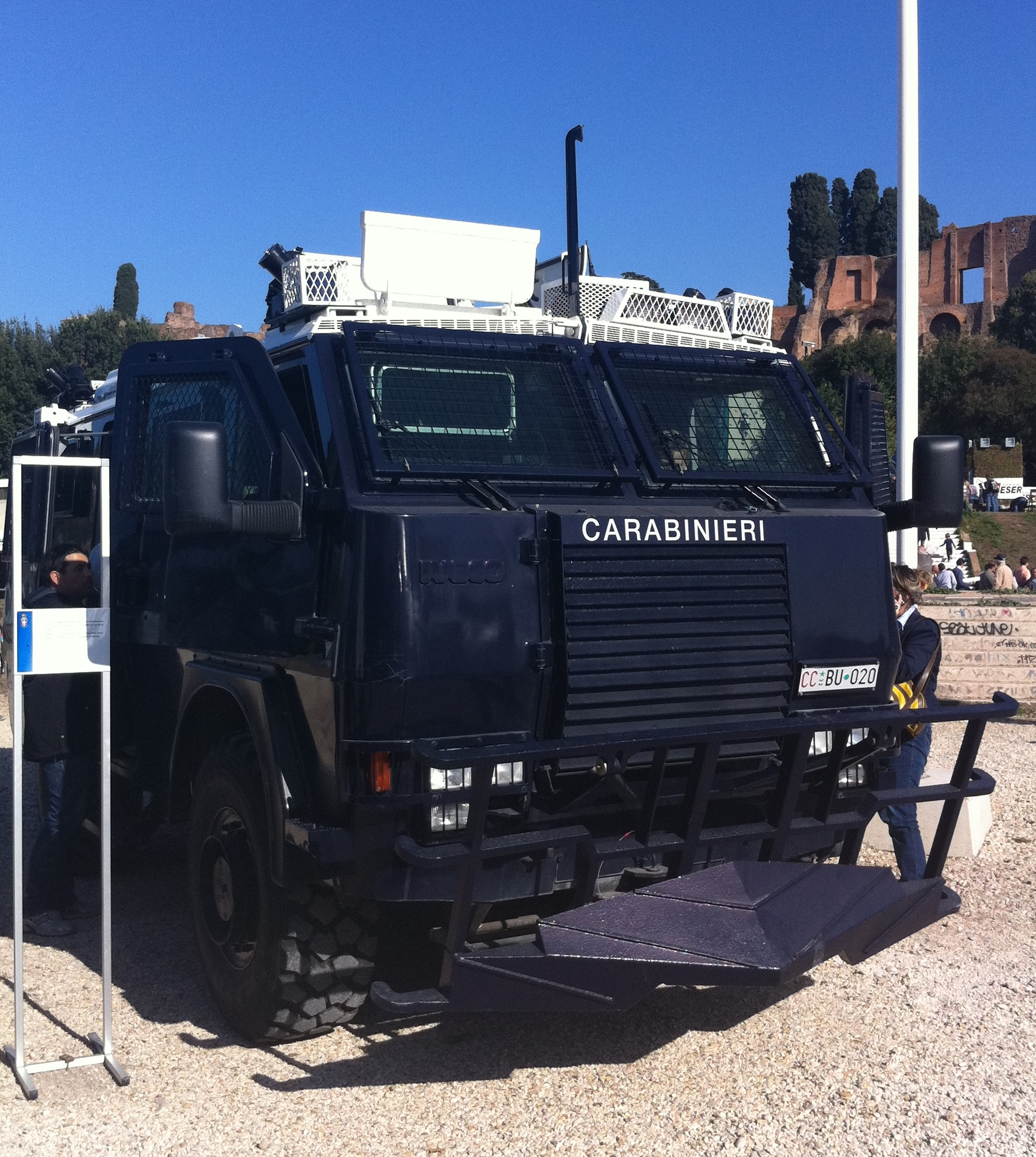
Карабинеры Италии с RG-12
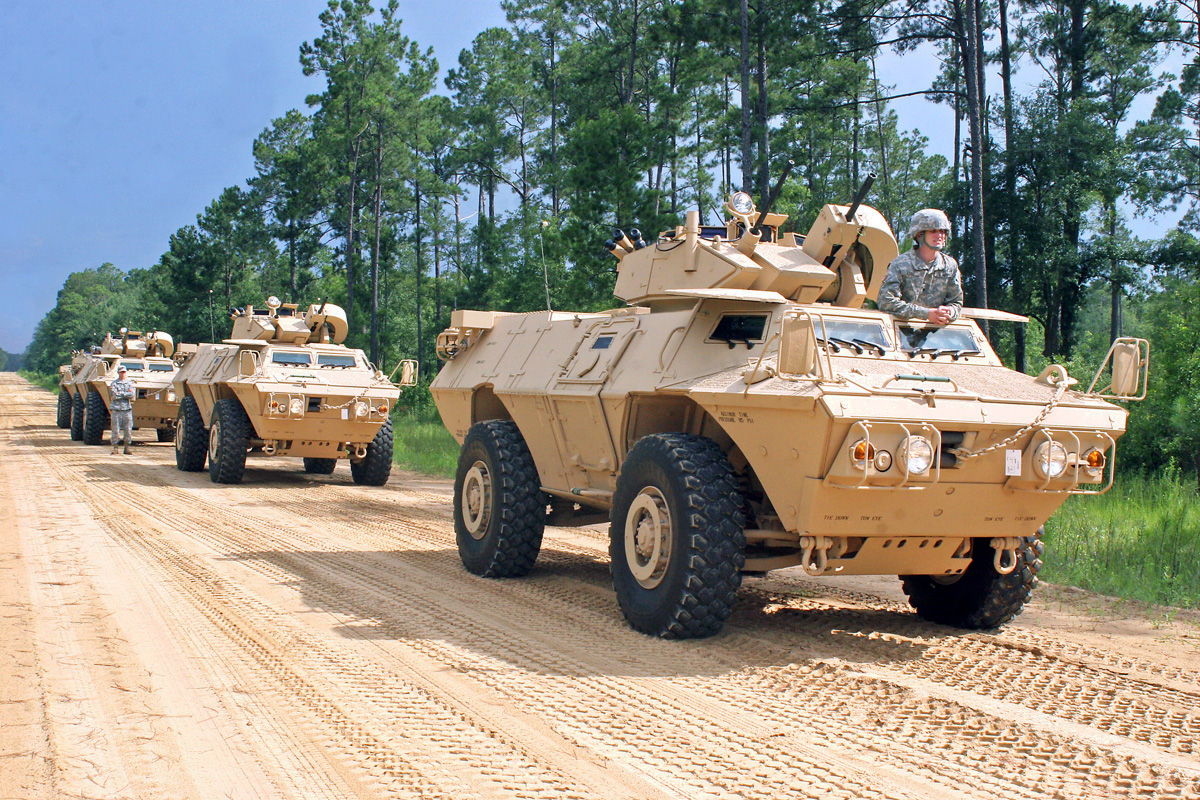
Бронированная машина безопасности M1117 военной полиции США
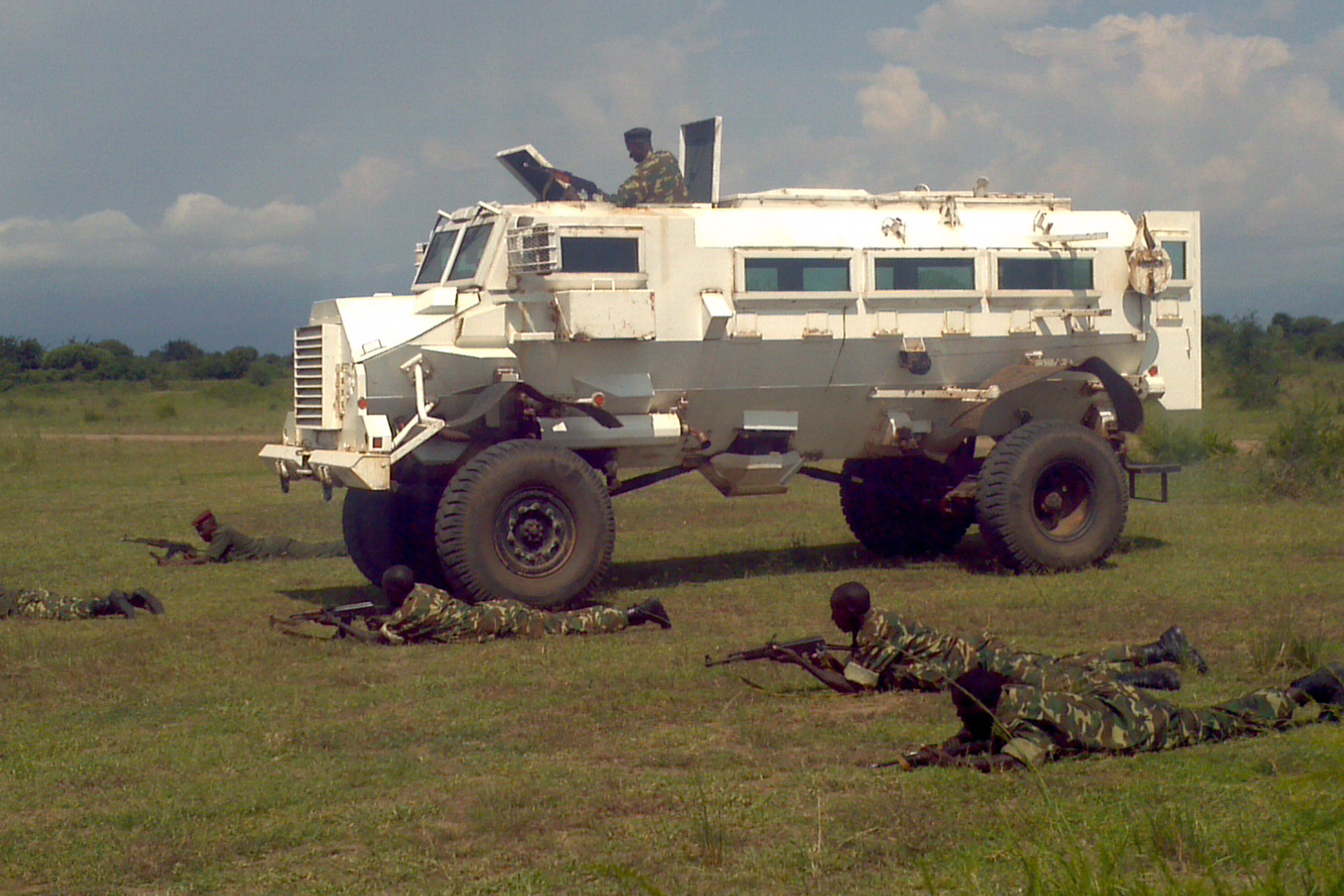
Casspir, южноафриканский автомобиль
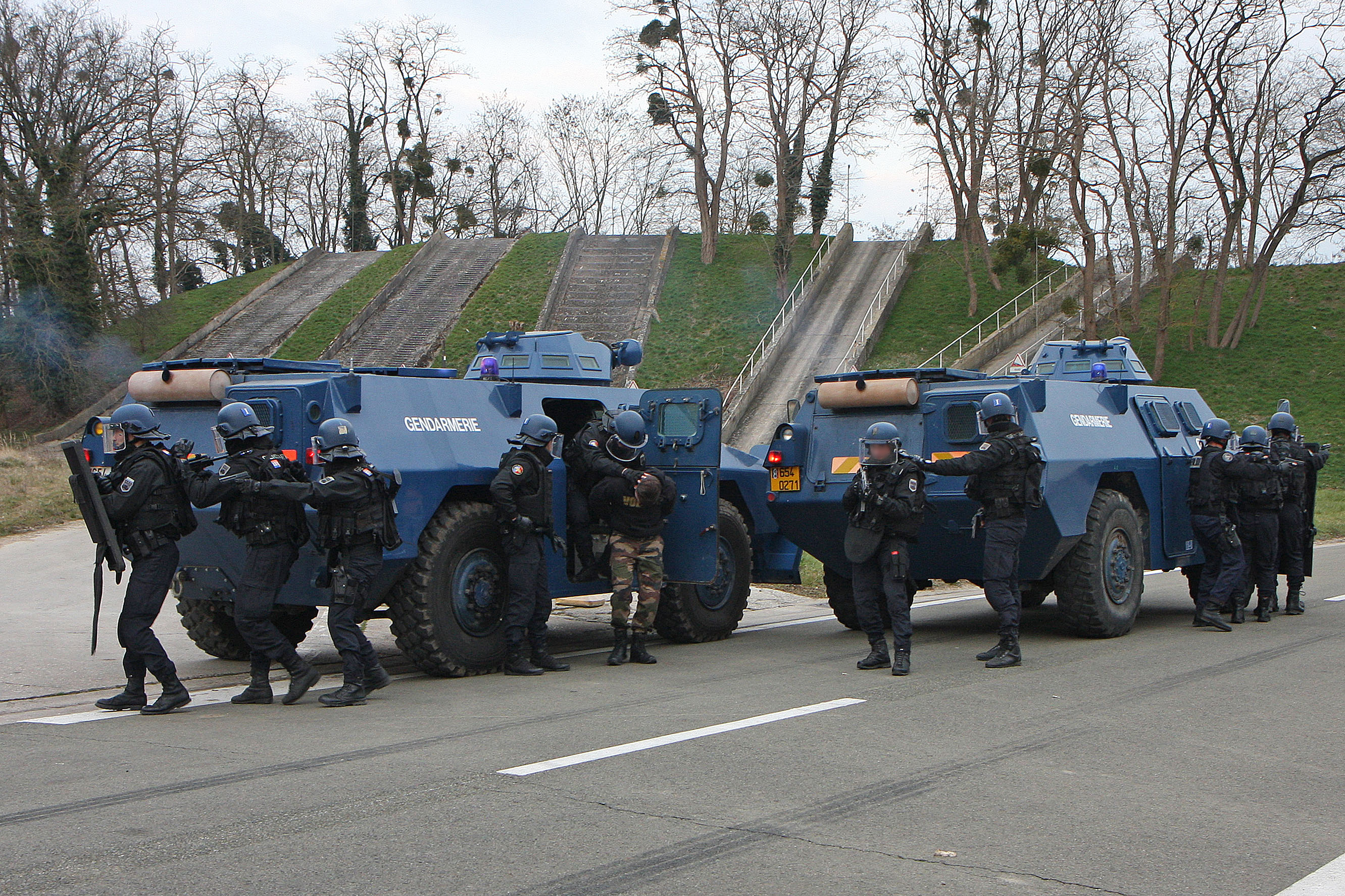
Французская жандармерия с VXB 170 (VBRG) ISV